# Calvert County
Calvert County är ett administrativt område i delstaten Maryland, USA. År 2010 hade countyt 88 737 invånare (2010). Den administrativa huvudorten (county seat) är Prince Frederick. Namnet har det fått efter den familj som var Marylands kolonialherrar.

## Geografi
Enligt United States Census Bureau har countyt en total area på 894 km². 557 km² av den arean är land och 336 km² är vatten. Countyt ingår i Washingtons storstadsområde.

### Angränsande countyn
- Anne Arundel County - nord
- Prince George's County - nordväst
- Charles County - väst
- Dorchester County - öst
- Talbot County - öst
- St. Mary's County - syd